# Malužinská jaskyňa
Malužinská jaskyňa – jaskinia krasowa w Niżnych Tatrach na Słowacji.

## Położenie
Znajduje się we wschodniej części Niżnych Tatr, (tzw. Kráľovohoľské Tatry), po północnej stronie ich grzbietu głównego, w Dolinie Bocianskiej, na terenie wsi Malužiná w powiecie Liptowski Mikułasz. Otwór wejściowy do jaskini, orientowany w kierunku zachodnim, znajduje się na wysokości 781 m n.p.m., w prawym (orograficznie) zboczu doliny, u stóp grzbietu z wzniesieniem Skribňovo (1151 m n.p.m.), tuż powyżej zabudowań wsi i ok. 50 m powyżej obecnego poziomu płynącego doliną potoku Boca (zwanego też Bocianką).

## Historia poznania
Jaskinia, z uwagi na położenie w pobliżu wsi oraz wyraźny otwór wejściowy, była znana od dawna. Wydobywano w niej doskonale plastyczną glinę do celów artystycznych, pochodzącą z sedymentów osadzonych w innych niż obecne warunkach klimatycznych. Pomiary początkowych, łatwiej dostępnych partii jaskini prowadzili i opublikowali m.in. Ján Volko-Starohorský (1954) i Anton Droppa (1976). Całą jaskinię, wraz z trudno dostępnymi partiami za półsyfonem, zmapowali Zdenko Hochmuth i P. Vozárik (1987). W latach 1996-2016 obserwowano występujące w niej nietoperze, a w latach 2014-2015 prowadzone były badania tutejszej fauny bezkręgowców.

## Charakterystyka
Jaskinia wytworzona jest w warstwach dolomitów i dolomitycznych wapieni pochodzących ze środkowego triasu. Całkowita długość korytarzy jaskini sięga 328 m, a rozpiętość w pionie blisko 27 m. Jaskinia posiada dwa otwory, z czego jeden  niedostępny dla człowieka. Za głównym wejściem o wymiarach 2 x 0,8 m znajduje się Komora Wejściowa (słow. Vstupná sieň) biegnie niski, kręty, stromo opadający chodnik, który wyprowadza do komory o nazwie Vysoký dóm o wymiarach 33 × 8 m, wysokiej do 7 m. Jej dno pokryte jest pokryte żółtobrązową gliną. Drugi, mniejszy otwór znajduje się u wylotu komina, który opada ku Sali Naciekowej (Kvapľová sieň), z bogatą szatą naciekową. Vysoký dóm i Kvapľová sieň są ze sobą połączone niskim i wąskim chodnikiem (słow. Spojovacia chodba).
Dno komory Vysoký dóm, względnie poziome, leży na wysokości ok. 767 m n.p.m., tj. ok. 35-38 m ponad dnem doliny. Na podobnej wysokości leży również część korytarzy. Jaskinia składa się z ciągu owalnie modelowanych przestrzeni w kształcie kopuł i sal, częściowo przekształconych obrywy i zawały, a także owalnych i szczelinowych korytarzy i kominów. To wszystko, a także odnalezione w jaskini utwory rzeczne wskazują na jej pochodzenie korozyjne ze znacznym jednak udziałem freatycznego modelowania przestrzeni przez wody podziemnej Bocianki, które w plejstocenie przepływały wzdłuż złomów i uskoków, po czym uchodziły na powierzchnię do doliny.

## Fauna jaskini
Jaskinia nie jest licznie uczęszczanym miejscem hibernacji nietoperzy. Dotychczas (2015) stwierdzono w niej zimowanie jedynie 4 gatunków tych ssaków i to w ilości nieprzekraczającej 11 sztuk na sezon. najczęściej występowały tu nocek duży i podkowiec wielki.
W jaskini stwierdzono występowanie 47 gatunków bezkręgowców z 15 grup systematycznych, w tym motyli, pająków i muchówek. Najliczniejszą grupę stanowią skoczogonki (22 gatunki). Najbogatszy w gatunki (33) jest teren Kvapľovej sieni pod uchodzącym do niej kominem od górnego otworu.

## Ochrona jaskini
Jaskinia leży poza obszarem Parku Narodowego Niżne Tatry, ale w granicach jego pasma ochronnego (otuliny).
Od 2015 r. obydwa otwory są zamknięte kratami, uniemożliwiającymi wejście do jaskini, ale pozwalającymi na swobodne przenikanie przez nie nietoperzy.